# Love Letter (酒井法子の曲)
『Love Letter』（ラブ レター）は、1989年4月26日に発売された酒井法子の10枚目のシングル。

## 解説
表題曲は、酒井本人出演のライオン「Ban16」のCMソングに起用された。
1980年代に発売したシングルとしては『ホンキをだして』の次に売り上げが高い（9.1万枚）。

## 収録曲
1. Love Letter (4:48)
作詞・作曲:尾崎亜美、編曲:佐藤準
2. Dream Call (4:31)
作詞:夏目純、作曲:財津和夫、編曲:佐藤準
3. Love Letter（オリジナル・カラオケ）(4:49)
作詞・作曲:尾崎亜美、編曲:佐藤準
4. Dream Call（オリジナル・カラオケ）(4:33)
作詞:夏目純、作曲:財津和夫、編曲:佐藤準

## 収録アルバム
- Blue Wind/NORIKO Part IV
- Singles 〜NORIKO BEST〜
- TWIN BEST
- Asia 2000〜Words Of Love〜
- <COLEZO!> 酒井法子 Best Selection
- 大好き 〜My Moments Best〜
- The Best Exhibition　酒井法子30thアニバーサリーベストアルバム
- GOLDEN☆BEST 酒井法子
- NORIKO BOX 30th Anniversary Mammoth Edition
- Premium Best